# Pius Suter
Pius Suter (* 24. Mai 1996 in Wallisellen) ist ein Schweizer Eishockeyspieler, der seit Juli 2025 bei den St. Louis Blues aus der National Hockey League (NHL) unter Vertrag steht. Zuvor war der Center bereits für die Chicago Blackhawks, Detroit Red Wings und Vancouver Canucks in der NHL aktiv. Zudem spielte Suter fünf Jahre in seiner Heimat für die ZSC Lions, mit denen er im Jahr 2018 die Schweizer Meisterschaft gewann.

## Karriere
Pius Suter begann seine Karriere beim EHC Wallisellen/EHC Dübendorf. Nach mehreren Jahren in den Jugendabteilungen der ZSC Lions und der GCK Lions wurde er 2013 beim CHL Import Draft von Guelph Storm in der ersten Runde an insgesamt 38. Stelle gezogen. Für die kanadische Juniorenmannschaft spielte er zwei Jahre in der Ontario Hockey League (OHL) und gewann mit ihr in der Saison 2013/14 den J. Ross Robertson Cup, die Meisterschaft der OHL.
Im Mai 2015 kehrte er zu den ZSC Lions zurück, mit denen er im Jahr 2018 die Schweizer Meisterschaft gewann. Zur Saison 2020/21 wechselte Suter zurück nach Nordamerika zu den Chicago Blackhawks in die National Hockey League (NHL) und gab dort im Januar 2021 sein Debüt. Seine Rookiesaison beendete er mit 27 Punkten aus 55 Partien, bevor sein auslaufender Vertrag in Chicago nicht verlängert wurde. In der Folge schloss er sich im Juli 2021 als Free Agent den Detroit Red Wings an, bei denen er einen Zweijahresvertrag erhielt. Nach Erfüllung des Vertrags fand der Schweizer im August 2023 in den Vancouver Canucks einen neuen Arbeitgeber. Im Juli 2025 erhielt er einen neuen Zweijahresvertrag bei den St. Louis Blues.

### International
International trat er erstmals 2013 beim Europäischen Olympischen Jugendfestival in Brașov in Erscheinung, als er mit dem Schweizer Team die Bronzemedaille gewann. Später spielte er für die Eidgenossen 2013 bei der U18-Junioren Weltmeisterschaft sowie 2015 und 2016 bei der U20-Junioren Weltmeisterschaft.

## Erfolge und Auszeichnungen
| - 2013 Elite-A-Junioren-Meister mit den GCK Lions (U20) - 2013 Elite-Novizen-Meister mit den ZSC Lions (U17) - 2014 J.-Ross-Robertson-Cup-Gewinn mit Guelph Storm - 2016 Schweizer Cupsieger mit den ZSC Lions | - 2018 Schweizer Meister mit den ZSC Lions - 2020 Most Valuable Player, All-Star-Team und bester Stürmer der National League - 2020 PostFinance Top Scorer - 2020 Bester Torschütze (30) und beste Plus/Minus-Wertung (+23) der National League |

### International
- 2013 Bronzemedaille beim Europäischen Olympischen Jugendfestival

## Karrierestatistik
Stand: Ende der Saison 2024/25

### International
Vertrat die Schweiz bei:
| - Europäisches Olympisches Winter-Jugendfestival 2013 - U18-Junioren-Weltmeisterschaft 2013 - Ivan Hlinka Memorial Tournament 2013 - U20-Junioren-Weltmeisterschaft 2015 | - U20-Junioren-Weltmeisterschaft 2016 - Weltmeisterschaft 2017 - Olympischen Winterspielen 2018 - Weltmeisterschaft 2022 |

(Legende zur Spielerstatistik: Sp oder GP = absolvierte Spiele; T oder G = erzielte Tore; V oder A = erzielte Assists; Pkt oder Pts = erzielte Scorerpunkte; SM oder PIM = erhaltene Strafminuten; +/− = Plus/Minus-Bilanz; PP = erzielte Überzahltore; SH = erzielte Unterzahltore; GW = erzielte Siegtore; 1 Play-downs/Relegation; Kursiv: Statistik nicht vollständig)